# Nosodendron africanum
Nosodendron africanum är en skalbaggsart som beskrevs av Endrödy-younga 1989. Nosodendron africanum ingår i släktet Nosodendron och familjen almsavbaggar. Inga underarter finns listade i Catalogue of Life.